# Mouzon (Ardennes, Ort)
Mouzon ist eine Ortschaft und eine ehemalige französische Gemeinde mit 2.025 Einwohnern (Stand 1. Januar 2022) im Département Ardennes in der Region Grand Est. Sie gehörte zum Arrondissement Sedan und zum Kanton Carignan.
Mit Wirkung vom 1. Januar 2016 wurden die früheren Gemeinden Amblimont und Mouzon zu einer Commune nouvelle mit dem identen Namen Mouzon zusammengeschlossen und haben in der neuen Gemeinde den Status einer Commune déléguée inne. Der Verwaltungssitz befindet sich im Ort Mouzon.

## Lage
Der Ort liegt am Übergang der Römerstraße von Reims nach Trier über die Maas.

## Geschichte
Bereits in keltischer Zeit war Mouzon ein Flusshafen. Im Mittelalter war Mouzon als Festung an der Maas ein Lehen, das sich auch auf das heute wesentlich bedeutendere Sedan erstreckte. Aus dieser Zeit sind noch Gebäude aus dem 13. und 15. Jahrhundert erhalten, darunter ein Benediktinerkloster (heute Seniorenheim) und – einzig im Département – eine gotische Abteikirche, in der sich eine Orgel von Christophe Moucherel aus dem Jahr 1725 befindet.
Erste urkundliche Erwähnungen:
Mouzon soll schon 533 Besitz der Reimser Kirche gewesen sein (Regnum Francorum online, Stratmann Nr. 074). Im Teilungsvertrag von Meerssen von 870 ist Mouzon als "Mosminse" erwähnt (Reg.Imp. I, Nr. 1480 + Regnum Francorum online Capit_2, Nr. 251). 
Weitere historische Daten:
- Synode von Mouzon Anfang 948 zur Vorbereitung der Universalsynode von Ingelheim
- Gottfried von Calw führte 1119 Verhandlungen in Mouzon
- Die Stadt und die Festung Mouzon wurden 1652, also während der Fronde, von den Truppen des französischen Königs belagert. Sie ergab sich erst am 1. Oktober 1653.

Am 12. August 1920 wurde der Gemeinde das Croix de guerre 1914–1918 verliehen.

## Sehenswürdigkeiten
- die Abteikirche Notre-Dame mit der Orgel von Christophe Moucherel aus dem Jahr 1725
- die ehemalige Abtei und ihre Gärten
- die Festungsanlagen, vor allem die Porte de Bourgogne (15.–17. Jahrhundert)
- die Kirche Sainte-Geneviève aus dem 16. und 17. Jahrhundert westlich der Maas
- die gallorömische Stätte Le Flavier

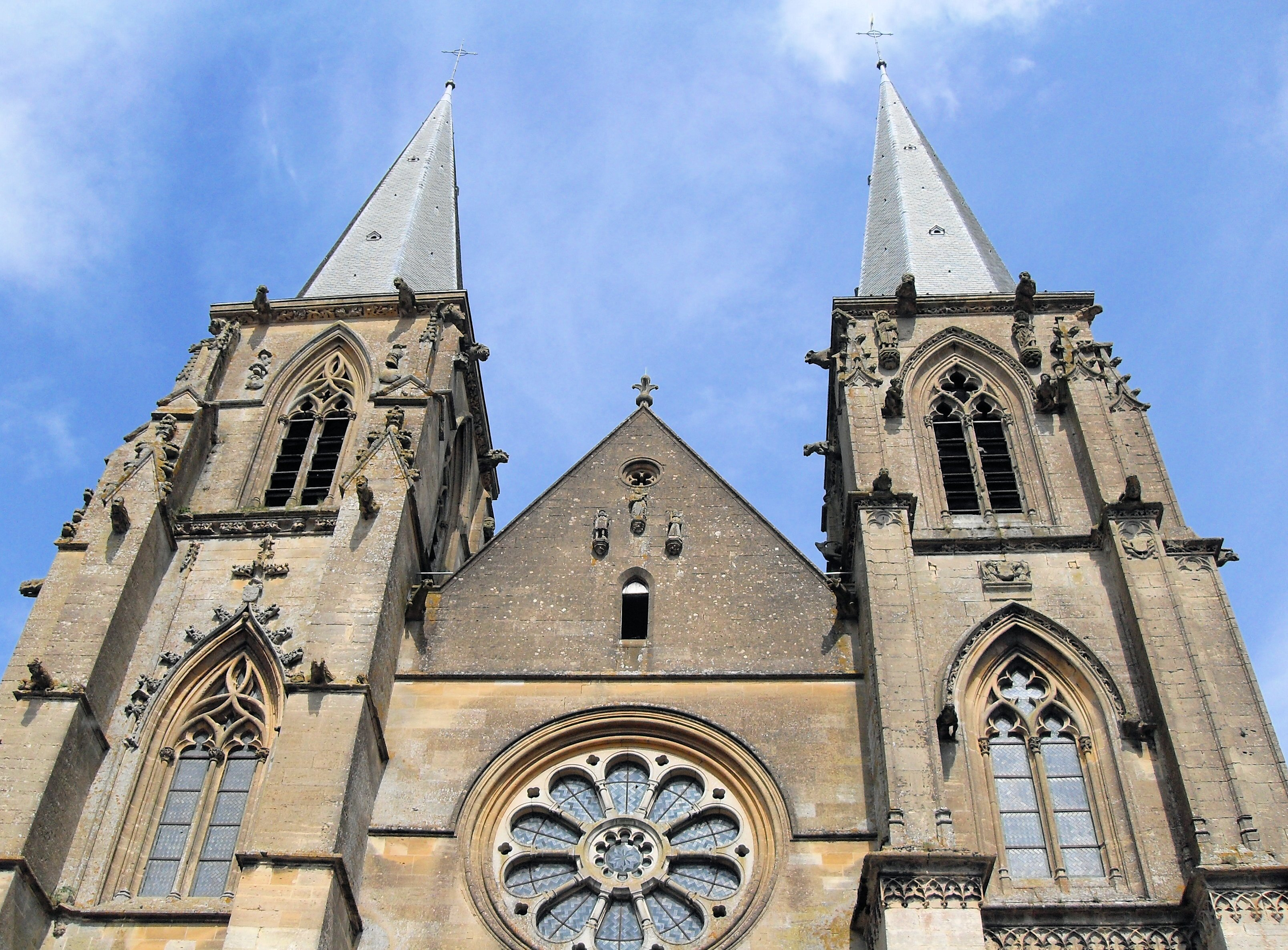
Türme der Abteikirche Notre-Dame
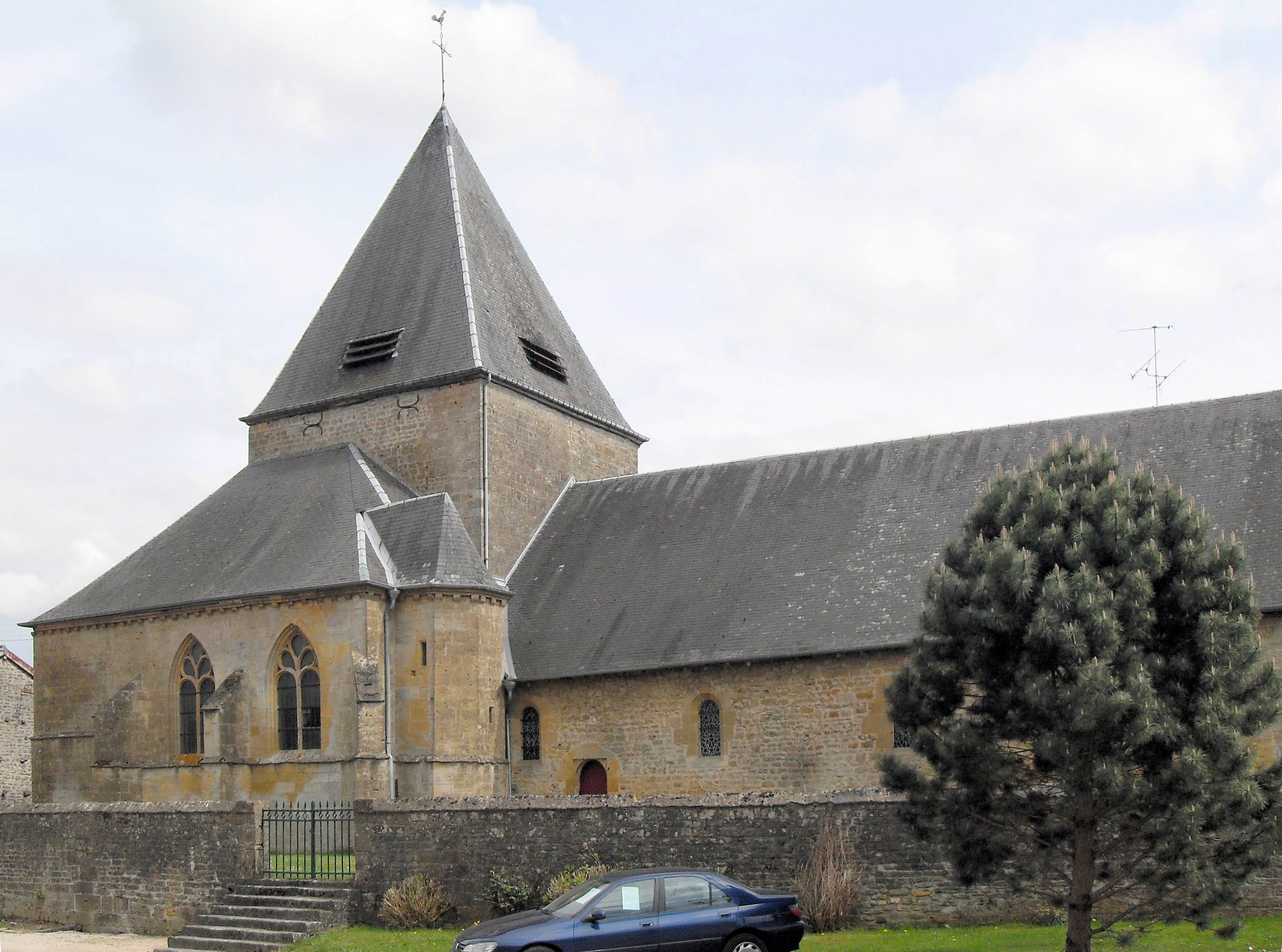
Kirche Sainte-Geneviève
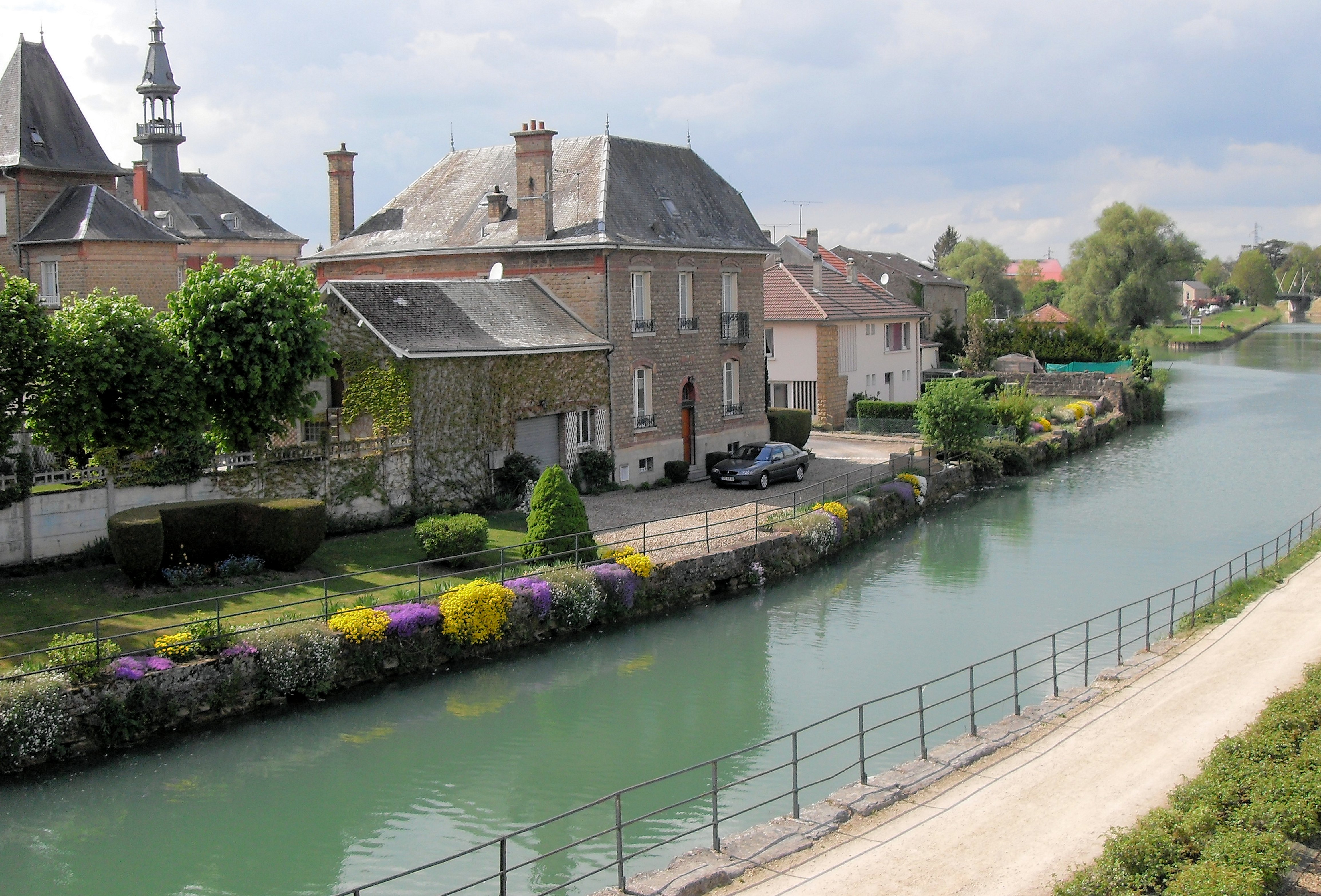
Maas-Kanal in Mouzon
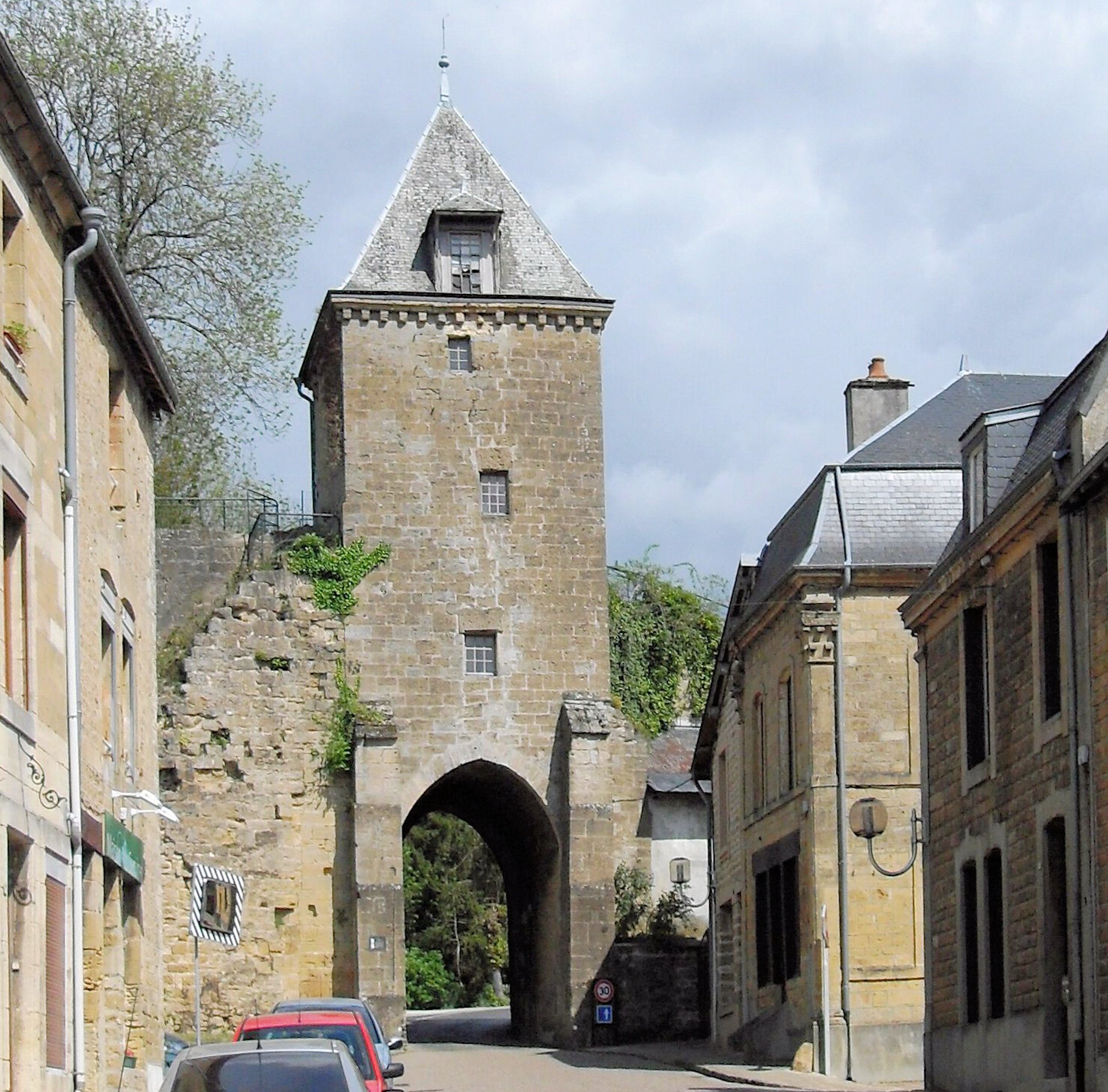
Burgundisches Tor in der Stadtbefestigung

## Persönlichkeiten
- Isabelle Coffin
- Jean Hardy (1763–1802), General
- Eugène Charles Miroy (1828–1871), katholischer Priester, genannt Abbé Miroy,
- Raymond Sommer (1906–1950), Automobilrennfahrer